# 蓋里斯普林斯 (阿拉巴馬州)
蓋里斯普林斯（英語：Gary Springs）是一個位於美國阿拉巴馬州比伯縣的非建制地區。該地的面積和人口皆未知。

## 地理
蓋里斯普林斯的座標為32°58′03″N 87°05′17″W / 32.967500°N 87.088050°W，而該地最高點為海拔高度96米（即315英尺）。